# Citronbröstad siska
Citronbröstad siska (Crithagra citrinipectus) är en fågel i familjen finkar inom ordningen tättingar.

## Utseende
Citronbröstad siska är en liten gråbrun fink med citrongul övergump, vita stjärtspetsar och ett tydligt tecknat ansikte med ljust ovan och under ögat. Hanen är citrongult även på strupen och övre delen av bröstet, medan honan är beige. Liknande savannsiskan är gulare med bredare ögonbrynsstreck och saknar vingband samt det vertikala mörka strecket genom ögat.

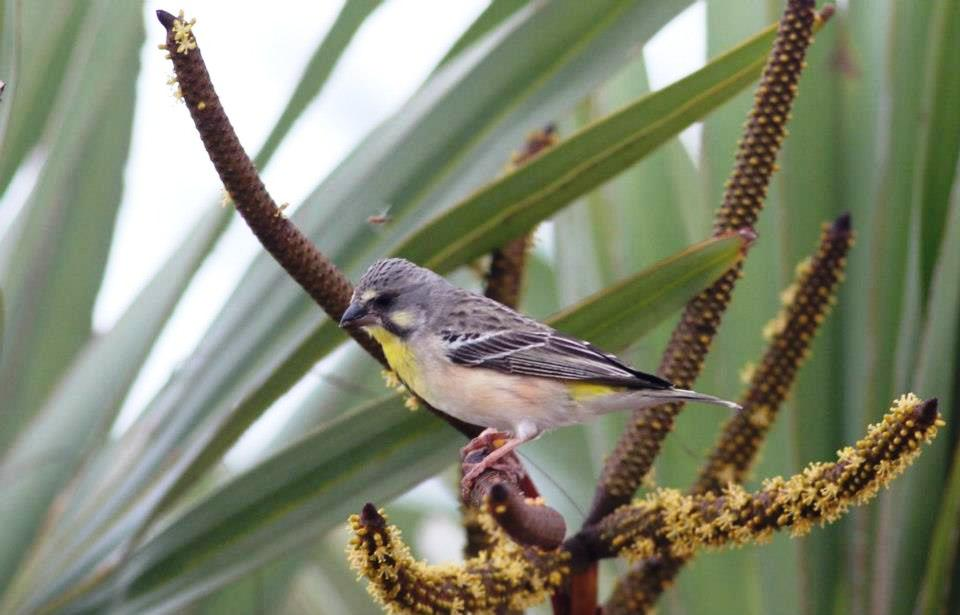

## Utbredning och systematik
Fågeln förekommer i södra Moçambique, södra Malawi, sydöstra Zimbabwe och nordöstra Sydafrika (nordöstra Limpopo och norra KwaZulu-Natal. Den behandlas som monotypisk, det vill säga att den inte delas in i några underarter.

### Släktestillhörighet
Citronbröstad siska placeras tidigare ofta i släktet Serinus men DNA-studier visar att den liksom ett stort antal afrikanska arter endast är avlägset släkt med t.ex. gulhämpling (S. serinus).

## Levnadssätt
Citronbröstad siska hittas i savann, gräsmarker och palmsavann, framför allt nära Hyphaene coriacea. Den födosöker på marken i småbuskar och gräs, vanligen i par eller smågrupper.

## Status och hot
Arten har ett stort utbredningsområde, men tros minska i antal, dock inte tillräckligt kraftigt för att den ska betraktas som hotad. Internationella naturvårdsunionen IUCN listar arten som livskraftig (LC).